# Chesterfield (Nou Hampshire)
Chesterfield és una població dels Estats Units a l'estat de Nou Hampshire. Segons el cens del 2000 tenia 3.542 habitants.

## Demografia
Segons el cens del 2000, Chesterfield tenia 3.542 habitants, 1.366 habitatges, i 1.005 famílies. La densitat de població era de 30 habitants per km².
Dels 1.366 habitatges en un 32,7% hi vivien nens de menys de 18 anys, en un 63,5% hi vivien parelles casades, en un 6,9% dones solteres, i en un 26,4% no eren unitats familiars. En el 20,4% dels habitatges hi vivien persones soles el 6,6% de les quals corresponia a persones de 65 anys o més que vivien soles. El nombre mitjà de persones vivint en cada habitatge era de 2,59 i el nombre mitjà de persones que vivien en cada família era de 3,01.
Per edats la població es repartia de la següent manera: un 25,9% tenia menys de 18 anys, un 4,9% entre 18 i 24, un 27,9% entre 25 i 44, un 30,4% de 45 a 60 i un 10,9% 65 anys o més.
L'edat mediana era de 40 anys. Per cada 100 dones de 18 o més anys hi havia 100,2 homes.
La renda mediana per habitatge era de 51.351$ i la renda mediana per família de 58.516$. Els homes tenien una renda mediana de 44.087$ mentre que les dones 26.547$. La renda per capita de la població era de 25.051$. Entorn del 4,9% de les famílies i el 4,5% de la població estaven per davall del llindar de pobresa.